# Saltos ornamentais no Campeonato Mundial de Esportes Aquáticos de 2019 - Plataforma 10 m sincronizado misto
A prova da plataforma 10 m sincronizado misto dos saltos ornamentais no Campeonato Mundial de Esportes Aquáticos de 2019 foi realizada no dia 13 de julho, em Gwangju, na Coreia do Sul. 

## Calendário
Horário local (UTC+9). 
| Fase  | Data        | Hora  |
| ----- | ----------- | ----- |
| Final | 13 de julho | 13:00 |

## Medalhistas
| Ouro                           | Prata                                         | Bronze                                |
| China · Lian Junjie · Si Yajie | Rússia · Viktor Minibaev · Ekaterina Beliaeva | México · José Balleza · María Sánchez |

## Resultados
A final foi realizado no dia 13 de julho às 13:00. 
| Pos.              | Nacionalidade  | Saltadores                         |        |
| Pos.              | Nacionalidade  | Saltadores                         | Pontos |
| ----------------- | -------------- | ---------------------------------- | ------ |
| Medalha de ouro   | China          | Lian Junjie Si Yajie               | 346.14 |
| Medalha de prata  | Rússia         | Viktor Minibaev Ekaterina Beliaeva | 311.28 |
| Medalha de bronze | México         | José Balleza María Sánchez         | 287.64 |
| 4                 | Reino Unido    | Noah Williams Robyn Birch          | 285.18 |
| 5                 | Estados Unidos | Zachary Cooper Olivia Rosendahl    | 267.96 |
| 6                 | Itália         | Maicol Verzotto Noemi Batki        | 259.62 |
| 7                 | Coreia do Sul  | Kim Ji-wook Kwon Ha-lim            | 247.20 |
| 8                 | Brasil         | Isaac Souza Ingrid Oliveira        | 239.46 |